# Шлезингер, Джон
Джон Ричард Шлезингер (англ. John Richard Schlesinger; 16 февраля 1926, Лондон — 25 июля 2003, Лос-Анджелес) — британский режиссёр театра и кино. Один из кинорежиссёров, определивших облик британского кино в послевоенный период. С 1973 года работал также в Королевском национальном театре. Командор ордена Британской империи (CBE).

## Жизнь и карьера
Джон Шлезингер родился в Лондоне в еврейской семье, в которой он рос старшим из пяти детей. Его отец Бернард Эдвард Шлезингер (1896—1984), выпускник Кембриджского университета, был врачом-педиатром, служил в Медицинской службе Вооружённых сил Великобритании. Родители как отца, так и матери (Генриетты Винифред) происходили из Франкфурта-на-Майне. Его племянник — публицист Иен Бурума.
В 1943 году Шлезингер был призван в армию, где увлёкся экспериментальным театром и развлекал сослуживцев показом фокусов. После войны изучал английскую литературу в Оксфорде. В конце 1950-х гг. снимал документальные фильмы для Би-би-си. Его документальный фильм «Конечная станция» (1961) о буднях вокзала Ватерлоо стал событием на фестивале в Венеции.
В начале 1960-х Шлезингер снял свои первые игровые фильмы — «Такого рода любовь» (1962; «Золотой медведь» Берлинского фестиваля) и «Билли-лжец» (англ. Billy Liar, 1963). С этих картин началось его многолетнее сотрудничество с актёрами Аланом Бейтсом и Джули Кристи. Изображение Шлезингером будней рабочего класса на севере Англии получило восторженную оценку Британской киноакадемии. Тематически примыкает к этим фильмам экранизация романа Томаса Харди «Вдали от обезумевшей толпы» (1967).
Запечатлев культуру «свингующего Лондона» в картине «Дорогая» (англ. Darling, 1965), не скрывавший своей гомосексуальности режиссёр обратился к теме однополой любви (прежде остававшейся табу) в своих наиболее известных лентах «Полуночный ковбой» (1969) и «Воскресенье, проклятое воскресенье» (1971). Первый из этих остросоциальных фильмов принёс ему «Оскар» за лучшую режиссуру и орден Британской империи. Апатию, охватившую английское общество в начале 1970-х годов, Шлезингер тонко отразил в фильме «Воскресенье, проклятое воскресенье» (англ. Sunday, Bloody Sunday, 1971), который можно воспринимать как метафорическую картину горького пробуждения после бума 1960-х годов, когда англичане вдруг увидели, что живут в захудалой стране, где люди согласны «хоть на половину куска». Фильм повествует о переживаниях пожилого доктора-гомосексуала и интеллигентной молодой женщины, которые, как выясняется, делят одного любовника, в конце концов бросающего обоих и уезжающего в Америку.
В США незадолго до этого отправился и сам режиссёр, снявший там свой наиболее известный фильм «Полуночный ковбой» (англ. Midnight Cowboy, 1969). Тему компенсации жизненных разочарований в тепле межчеловеческих отношений впечатляюще воплотили Джон Войт и Дастин Хоффман в ролях двух неудачников-бродяг, отторгнутых большим городом. Во многом благодаря Хоффману успех сопутствовал политическому триллеру «Марафонец» (англ. Marathon Man, 1976). Мастерски сделанная экранизация жестокой сатиры Н. Уэста на Голливуд 1930-х годов «День саранчи» (англ. The Day Of The Locust, 1975) оказалась слишком академичной для кассового успеха.
С 1980-х Шлезингер снимает кино в самых различных жанрах: теледраму для Би-би-си «Англичанин за границей», 1984) о встрече в Москве бывшего шпиона Гая Бёрджесса из группы Кима Филби с Корэл Браун, актрисой театра «Олд Вик», мистический триллер «Верующие» (англ. The Believers, 1987); мелодраму «Мадам Сузацка» (англ. Madame Sousatzka, 1988) — историю обучения и воспитания подростка-индуса эксцентричной пианисткой (Ширли Маклейн — премия «Золотой глобус», приз МКФ в Венеции за лучшую женскую роль); триллеры «Район «Пасифик-Хайтс»» (англ. Pacific Heights, 1990), «Невинный» (англ. Innocent, 1993); комедию «Лучший друг» (англ. The Next Best Thing, 2000) с Мадонной и Рупертом Эвереттом в главных ролях.
Последние тридцать лет жизни Шлезингер, не скрывавший своей сексуальной ориентации, прожил в калифорнийском городке Палм-Спрингс с фотографом Майклом Чайлдерсом.
В 1998 году прошёл операцию коронарного шунтирования, в декабре 2000 года перенёс инсульт. Скончался в возрасте 77 лет 24 июля 2003 года, на следующий день после выписки из палаты интенсивной терапии медицинского центра Палм-Спрингс.

## Фильмография
| Год       |     | Русское название                   | Оригинальное название      | Роль                |
| --------- | --- | ---------------------------------- | -------------------------- | ------------------- |
| 1956      | кор | Воскресение в парке                | Sunday in the Park         | Режиссёр            |
| 1958—1965 | с   | Монитор                            | Monitor                    | Режиссёр            |
| 1961      | кор | Конечная станция                   | Terminus                   | Режиссёр            |
| 1962      | ф   | Такого рода любовь                 | A Kind of Loving           | Режиссёр            |
| 1963      | ф   | Билли-лжец                         | Billy Liar                 | Режиссёр            |
| 1965      | ф   | Дорогая                            | Darling                    | Режиссёр            |
| 1967      | ф   | Вдали от обезумевшей толпы         | Far from the Madding Crowd | Режиссёр            |
| 1969      | ф   | Полуночный ковбой                  | Midnight Cowboy            | Режиссёр            |
| 1971      | ф   | Воскресенье, проклятое воскресенье | Sunday Bloody Sunday       | Режиссёр            |
| 1975      | ф   | День саранчи                       | The Day of the Locust      | Режиссёр            |
| 1976      | ф   | Марафонец                          | Marathon Man               | Режиссёр            |
| 1979      | ф   | Янки                               | Yanks                      | Режиссёр            |
| 1981      | ф   | Хонки-Тонк шоссе                   | Honky Tonk Freeway         | Режиссёр            |
| 1982      | тф  | За отдельными столиками            | Separate Tables            | Режиссёр            |
| 1983      | ф   | Англичанин за границей             | An Englishman Abroad       | Режиссёр            |
| 1984      | ф   | Агенты Сокол и Снеговик            | The Falcon and the Snowman | Режиссёр, продюсер  |
| 1985—2002 | с   | Один экран                         | Screen One                 | Режиссёр            |
| 1987      | ф   | Верующие                           | The Believers              | Режиссёр, продюсер  |
| 1988      | ф   | Мадам Сузацка                      | Madame Sousatzka           | Режиссёр, сценарист |
| 1990      | ф   | Тихоокеанские высоты               | Pacific Heights            | Режиссёр            |
| 1993      | ф   | Невинный                           | The Innocent               | Режиссёр            |
| 1994      | тф  | Неуютная ферма                     | Cold Comfort Farm          | Режиссёр            |
| 1996      | ф   | Око за око                         | Eye for an Eye             | Режиссёр            |
| 1997      | тф  | Суини Тодд                         | The Tale of Sweeney Todd   | Режиссёр            |
| 2000      | ф   | Лучший друг                        | The Next Best Thing        | Режиссёр            |

## Награды и номинации
Оскар
- Лучший режиссёр (1966) («Дорогая») — номинация
- Лучший режиссёр (1970) («Полуночный ковбой») — победа
- Лучший режиссёр (1972) («Воскресенье, проклятое воскресенье») — номинация

BAFTA
- Лучший короткометражный фильм (1962) («Конечная станция») — победа
- Лучший британский фильм (1966) («Дорогая») — номинация
- Лучшая режиссура (1970) («Полуночный ковбой») — победа
- Лучшая режиссура (1972) («Воскресенье, проклятое воскресенье») — победа
- Лучшая режиссура (1980) («Янки») — номинация
- Лучший драматический фильм (1984) («Англичанин за границей») — победа
- Лучший драматический фильм (1992) (A Question of Attribution, телефильм) — победа
- BAFTA Academy Fellowship Award (1996)

«Золотой глобус»
- Лучший режиссёр (1966) («Дорогая») — номинация
- Лучший режиссёр (1970) («Полуночный ковбой») — номинация
- Лучший режиссёр (1977) («Марафонец») — номинация